# Eine Handvoll Noten
Eine Handvoll Noten ist ein deutscher Musikfilm der DEFA von Otto Schneidereit und Helmut Spieß aus dem Jahr 1961.

## Handlung
Andreas soll die kleinstädtische Bäckerei seines Vaters übernehmen. Sein Hobby ist aber das Trompete spielen, welches er gern zu seinem Hauptberuf machen und deshalb in Berlin ein Musikstudium aufnehmen möchte. Das passt aber seinem Vater nicht. Um dem Streit darüber aus dem Weg zu gehen, nimmt er in Berlin in einer Großbäckerei eine Arbeitsstelle an, die ihm sein dort arbeitender Freund Paul besorgt hat. In diesem Betrieb lernt er die Bürokraft Gerti Oswald, auf die Paul ein Auge geworfen hat, und deren Freundin Hannchen Hasemann kennen. Hannchen ist eine Verkäuferin aus einer Berlin-Friedrichshagener Backwarenverkaufsstelle, die in der Großbäckerei gerade eine Weiterbildungsmaßnahme besucht, um ihren Kunden die hervorragende Qualität und Vielfältigkeit der industriell hergestellten Produkte zu vermitteln.
Bei einem Rundgang durch den Betrieb trifft Andreas zufälligerweise auf die gerade für ein Betriebsfest probende Betriebskapelle. Dabei musste er für einen schlecht spielenden Trompeter einspringen. Hier hat Andreas solchen Erfolg, dass er schon bald die Leitung der Kapelle übernimmt. Als ihn sein Vater in Berlin besucht, erkennt der, dass Brot aus der Fabrik genauso gut schmeckt wie vom Bäcker. Abends sieht er den Auftritt seines Sohnes beim Fest, ist begeistert und stimmt dem ersehnten Musikstudium zu. Der Betrieb ist ebenfalls von den musikalischen Fähigkeiten überzeugt und delegiert Andreas zum Studium. Nach einigen Liebesverwicklungen, die auf Grund von Missverständnissen entstehen, kommen am Ende Andreas und Hannchen sowie Paul und Gerti zusammen.

## Produktion
Eine Handvoll Noten wurde unter den Arbeitstitel Der glücklichste Mensch und Glückliche Menschen in Totalvision gedreht. Der Film spielt zwar in Berlin, aber von der Stadt ist fast nichts zu sehen. Der ursprüngliche Regisseur Helmut Spieß wurde während der Dreharbeiten wegen Differenzen mit dem Librettisten, Schauspieler und Autoren Otto Schneidereit abgesetzt; Schneidereit erhielt dadurch die Gelegenheit, seinen eigenen Stoff zu verfilmen.
Eine Handvoll Noten erlebte am 25. Dezember 1961 im Berliner Filmtheater am Friedrichshain seine Premiere. Der Start im Fernsehen der DDR war am 12. Dezember 1962 auf DFF 1.
Im Film sind zahlreiche Musikinterpreten zu hören, darunter die 4 Pico-Bellos, 4 Teddies, die Colibris, das DEFA-Sinfonieorchester unter der Leitung von Karl-Ernst Sasse, Fred Frohberg, die Martin-Möhle-Combo, das Tanzorchester des Berliner Rundfunks unter der Leitung von Günter Gollasch, das Tanzorchester Fips Fleischer sowie das Vineta Trio. Heinz Quermann hat einen Gastauftritt als Verkäufer in einem Musikgeschäft.

## Kritik
Die Junge Welt kritisierte den Film 1961, sei mit ihm doch „der Punkt erreicht, wo man bald vom ‚Film ohne Inhalt’ sprechen muß.“ Kritisiert wurde unter anderem, dass gerade der leichte Stoff in Farbe und Totalvision umgesetzt wurde. Die Berliner Zeitung nannte den Film „sehr zäh zusammengerührt. Über Konflikte, die ja wohl auch ein Lustspiel haben muß, wird in Windeseile hinweggehuscht. Dafür gibt es Gags aus der Zeit, als alle Brote noch mit der Hand in den Ofen geschoben wurden, und Szenen über Szenen, deren Funktion sicher auch keinem der Beteiligten recht klar war.“ „Viel Langeweile und Albernes auf Breitwandformat ausgebreitet“, befand der film-dienst.